# Pietro Quinto
Pietro Quinto (Poggio Mirteto, 6 settembre 1904 – 13 dicembre 1987) è stato un ginecologo italiano.

## Biografia
Pietro Quinto si laureò presso l'Università di Pisa nel 1927 e trascorse l'anno successivo in qualità di interno nell'Istituto di Patologia Generale. Successivamente frequentò la Scuola di Specializzazione in Ostetricia e Ginecologia di Firenze, conseguendo il diploma nel 1932. Il suo maestro, professor Luigi Bacialli, nel 1933 lo chiamò a collaborare con lui come aiuto alla Clinica Ostetrica Ginecologica di Sassari e lo portò quindi con sé a Bologna nel 1939. Nel frattempo Quinto aveva conseguito la libera docenza in Clinica Ostetrica e Ginecologica nel 1935.
Nel 1948 Quinto diventò direttore della Scuola Ostetrica di Ferrara e dal giugno 1956 della Clinica Ostetrica e Ginecologica dell'Ateneo di Ferrara. Nel novembre del 1960 Quinto successe al Baccialli a Bologna.
Dal 1972 al 1977 Quinto fu presidente della Società Italiana di Ostetricia e Ginecologia.
Nel 1974 gli fu conferita la Medaglia ai benemeriti della scuola, della cultura e dell'arte.
Nel 1979, su proposta della facoltà medica, l'Ateneo di Bologna gli conferì il titolo di professore emerito.

## IlPremio Nicoletta Quinto
Un suo lascito di cento milioni di lire, in seguito incrementato dalla sorella Nice, istituì e intitolò alla figlia il Premio Nicoletta Quinto presso la Fondazione Premio Internazionale Galileo Galilei dei Rotary Club Italiani. Il premio è destinato a giovani stranieri che si dedichino agli studi italiani di ogni disciplina. I candidati devono avere già dato prova certa di valore scientifico con pubblicazioni di riconosciuto rilievo, dedicate all'Italia e alla sua civiltà.